# Tjahjo Kumolo
Tjahjo Kumolo (Surakarta, 1 december 1957 – Jakarta, 1 juli 2022) was een Indonesisch politicus. Van 2014 tot 2019 was hij minister van binnenlandse zaken in het eerste kabinet van president Joko Widodo. In het tweede kabinet van Joko Widodo, vanaf 2019, is hij minister van administratieve en bureaucratische hervorming. Voorheen heeft hij langdurig in het Indonesische parlement gezeten, eerst als lid van Golkar en na de val van president Soeharto in 1998 voor de PDI-P.
Kumolo overleed op 64-jarige leeftijd.
- International Standard Name Identifier: 0000 0000 4427 889X
- Library of Congress Control Number: no2004076477
- Nederlandse Thesaurus van Auteursnamen: 285650734
- Virtual International Authority File: 56327597
- WorldCat: E39PBJcgr7M4dvcxTJWqgwwXBP